# Nationalsozialistischer Führungsoffizier

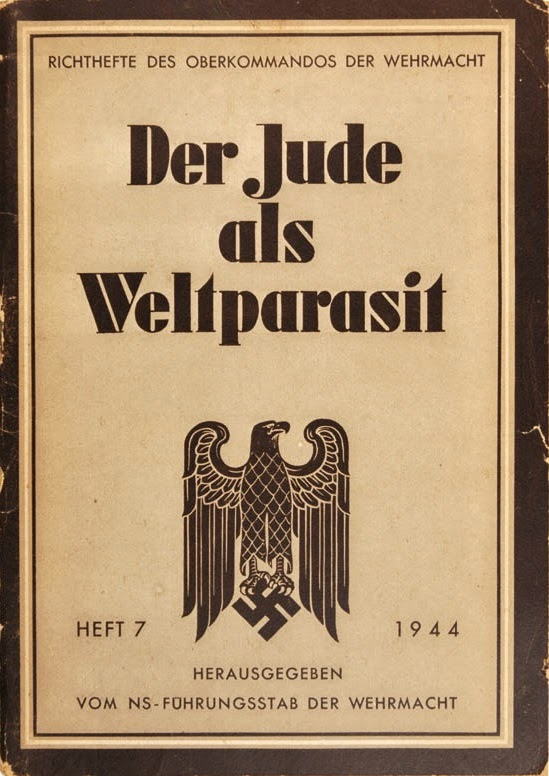
Titelblatt eines Schulungshefts aus dem Jahr 1944

Der Nationalsozialistische Führungsoffizier (NSFO) war ein Tätigkeitsbereich von Offizieren der deutschen Wehrmacht im Zweiten Weltkrieg. Die Wehrmachtführung sah es als wichtig an, dass sowohl die militärfachliche Führung als auch die politisch-weltanschauliche Erziehungsaufgabe im nationalsozialistischen Geist in der Hand desselben Truppenführers liegen sollte. Hierin unterschied sich der NSFO vom Politoffizier bzw. Kommissar der Roten Armee (der offensichtlich das Vorbild darstellte, aber keine regulären militärischen Führungsaufgaben wahrnahm, sondern nur politische).
Der Nationalsozialistische Führungsstab des Oberkommandos der Wehrmacht (OKW) wurde aufgrund eines Führererlasses vom 22. Dezember 1943 eingerichtet. Er wurde von General Hermann Reinecke geführt. Seine Offiziere sollten den Soldaten der Wehrmacht durch Vorträge und Gespräche die nationalsozialistische Weltanschauung nahebringen. Dies hatte den Zweck, angesichts der mittlerweile kritisch gewordenen Lage den Durchhaltewillen der Soldaten zu stärken.

„Dem revolutionären Willen des Feindes […] müssen wir nunmehr die ganze revolutionäre Kraft des Nationalsozialismus entgegensetzen, […] Wehrmacht, Partei, Volkssturm sind die nationalsozialistische Revolution. Der deutsche Soldat kämpft demnach als bewaffneter Nationalsozialist. Den Krieg rein militärisch zu führen, genügt nicht.“

Die NSFO waren dem Offizierskorps der Wehrmacht entnommen, mussten aber zuvor durch einen vom Chef der Partei-Kanzlei der NSDAP, Martin Bormann, eingesetzten Arbeitsstab bestätigt werden. Der von Hauptbereichsleiter Wilhelm Ruder geleitete Stab hatte zu überprüfen, ob die Männer im nationalsozialistischen Sinn „einwandfrei“ waren. Ruder begründete in einer Rede, es habe aus Sicht der Partei-Kanzlei Versäumnisse gegeben bei der Herausbildung „politischer Soldaten“ und der „Menschenführung“, die eine innere Stabilisierung der Wehrmacht bewirke.
Ende 1944 gab es rund 47.000 nebenamtliche NSFO und nur etwa 1.100 hauptamtliche, die an zentralen Schulungslehrgängen teilnahmen. Bei den Regimentern und Bataillonen nahmen Offiziere die NSF-Tätigkeit in Nebenfunktion wahr, bis zur Ebene der Divisionsstäbe wurden den Kommandeuren NSFO zugeteilt und direkt unterstellt. Auf Ebene der Kompanien nahm der Einheitsführer die Funktion des NSFO wahr.
In ihren Schulungen indoktrinierten die NS-Führungsoffiziere Hunderttausende, wenn nicht Millionen von Wehrmachtsangehörigen mit antisemitischer Propaganda wie der Vorstellung, Juden wären Parasiten und gehörten ausgerottet.
Bekannter Nationalsozialistischer Führungsoffizier war beispielsweise Hans Hellmut Kirst.